# Slogtjärnen (Nås socken, Dalarna)
Slogtjärnen är en sjö i Vansbro kommun i Dalarna och ingår i Dalälvens huvudavrinningsområde. Sjön har en area på 0,283 kvadratkilometer och ligger 332,3 meter över havet. Sjön avvattnas av vattendraget Noret (Kölaråsälven).

## Delavrinningsområde
Slogtjärnen ingår i det delavrinningsområde (668959-141773) som SMHI kallar för Utloppet av Slogtjärnen. Medelhöjden är 369 meter över havet och ytan är 4,1 kvadratkilometer. Räknas de 7 avrinningsområdena uppströms in blir den ackumulerade arean 57,05 kvadratkilometer. Noret (Kölaråsälven) som avvattnar avrinningsområdet har biflödesordning 3, vilket innebär att vattnet flödar genom totalt 3 vattendrag innan det når havet efter 320 kilometer. Avrinningsområdet består mestadels av skog (71 procent). Avrinningsområdet har 0,28 kvadratkilometer vattenytor vilket ger det en sjöprocent på 6,9 procent.